# ヒルベルト曲線

ヒルベルト曲線の最初の8ステップ

ヒルベルト曲線（ヒルベルトきょくせん、英語: Hilbert curve）は、フラクタル図形の一つで、空間を覆い尽くす空間充填曲線の一つ。ドイツの数学者ダフィット・ヒルベルトが1891年に考案した。
平面を充填するため、ヒルベルト曲線のハウスドルフ次元は、{\displaystyle n\to \infty } の極限で2である。
{\displaystyle n} 次のヒルベルト曲線 {\displaystyle H_{n}} のユークリッド距離は {\displaystyle 2^{n}-2^{-n}} となる。すなわち、{\displaystyle n} に対して指数的に増加する。

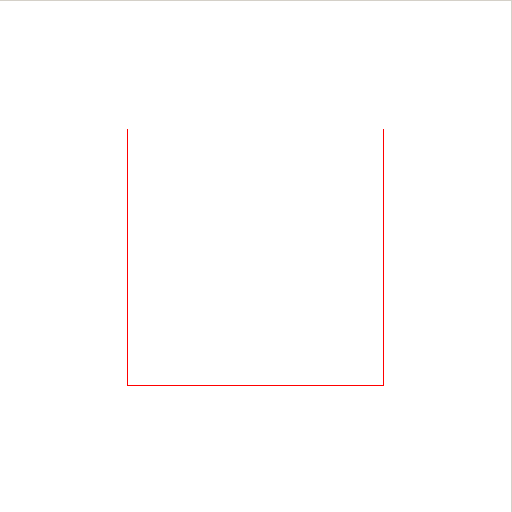
1次のヒルベルト曲線
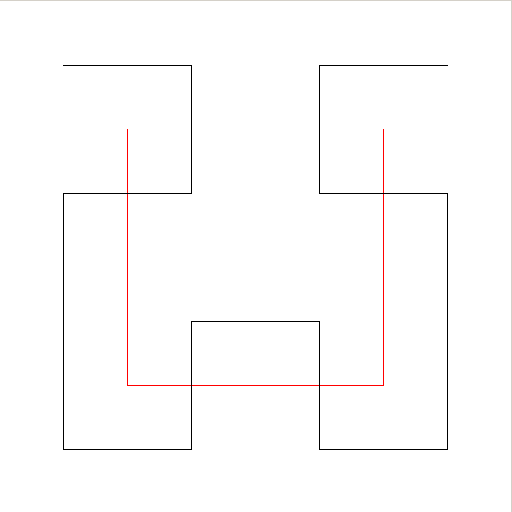
1次、2次のヒルベルト曲線
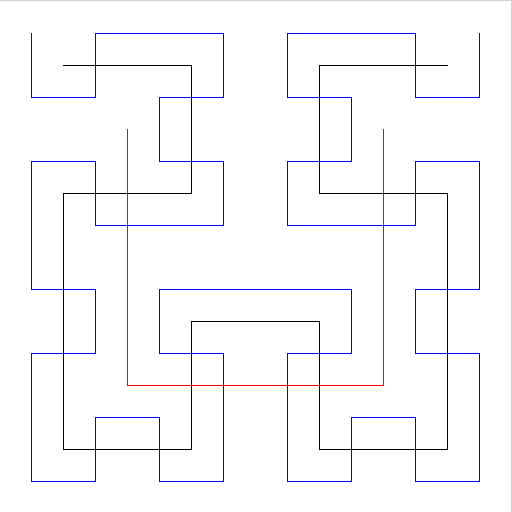
1次、2次、3次のヒルベルト曲線
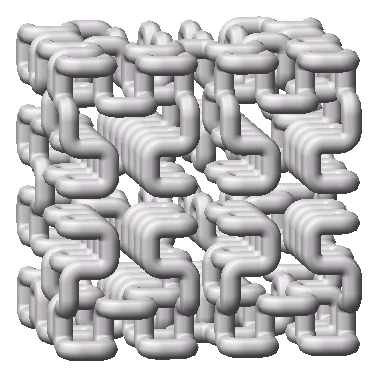
3次元のヒルベルト曲線